# Microloma
Microloma es un género de plantas fanerógamas de la familia Apocynaceae. Contiene 40 especies. Es originario del sur de África.

## Descripción
Son enredaderas o arbustos (rígidos, espinescentes), que alcanzan los 100 cm de alto, de látex incoloro, con órganos subterráneos que constituyen un patrón consistente de madera y raíces fibrosas o se componen de raíces fusiformes. Las hojas son opuestas, persistentes o caducas, subsésiles, ligeramente ascendente a fuertemente recurvadas; hojas carnosas a coriáceas de 0.4-7 cm de largo y 0.1-0.7 cm de ancho, triangular deltadas a elípticas a lineares, basalmente cuneadas o auriculares.
Las inflorescencias son extra-axilares, solitarias, más cortas que las hojas adyacentes, con 1-15 flores, simples, pedunculadas a subsésiles, con pedúnculos casi tan largos como pedicelos, escasamente pobladas, pubescentes, sobre toda la superficie; pedicelos glabros o  finamente pubescentes.

## Distribución y hábitat
Es originaria de África encontrándose en Sudáfrica y Namibia en área de precipitaciones de invierno, a una altitud de 2.000 metros.

## Taxonomía
El género fue descrito por Robert Brown y publicado en On the Asclepiadeae 42. 1810.

## Especies seleccionadas
- Microloma angustifolium
- Microloma archeri
- Microloma armatum
- Microloma burchellii
- Microloma calycinum